# 呉立紅
呉立紅（ご りつこう、ウー・リーホン、英: Wu Lihong、1968年 - ）は、中華人民共和国の環境保護活動家。
江蘇省宜興市周鉄鎮在住。

## 来歴
10数年来太湖の環境保護に尽力し、環境破壊の状況を詳細に記録し、企業と行政が結託しては環境を犠牲にして不法な利益を求める内幕を告発してきた。かつて中国のメディアに「太湖衛士(守護者)」と称揚された。
1999年始めに発生した太湖水域の深刻な汚染により、環境問題に関心をもち、環境問題を中国メディアに告発した。それにより中国政府は調査を命じたが、地元政府は経済利益を優先した結果、環境破壊に関する情報公開を怠った。
2007年5月29日、太湖にアオコが異常発生し、無錫市でひどい悪臭で水を飲むことが出来ない事態が発生した。それと同時に、市街にある大型スーパーのミネラルウォーターが一斉に売り切れた。人々は先を争ってそれ以外の飲料や食糧を買い漁ったとメディアは報じた。
呉は取材に対し、汚染企業と結託した地元政府が環境問題の報道を隠蔽し、環境活動家を迫害していると語っている。2007年8月10日、呉は地元裁判所で「詐欺罪」と「脅迫罪」の容疑で有罪とされ3年の禁固刑を宣告された。呉は、当時常州市の集塵設備会社から受け取った1万5000元は、この会社の製品の販売を仲介した手数料であると説明、始終自身の無実を強く訴えていた。また、拘禁されてから5昼夜連続で警察に拷問されたと訴えたが、裁判所は証拠不十分として、訴えを却下した。
2010年4月12日、呉は刑期満期で出獄した。獨紙の取材によると、太湖の状況は改善どころか悪化しており、自身は出所後も地元政府の圧力により失職して収入を絶たれ、自宅前に監視カメラを設置されるなどの迫害を受けているという。呉は取材に対し、服役中何度も獄中で腕を縛られて吊るされるなどの虐待に遭ったと話している。